# Grup de l'hexahidrita
El grup de l'hexahidrita és un grup de minerals sulfats hexahidrats que cristal·litzen en el sistema monoclínic. Els minerals d'aquest grup tenen una fórmula química que segueix el patró MSO₄·6H₂O, on M pot ser magnesi, manganès, ferro, cobalt, níquel o zinc. És un grup proper al grup de l'epsomita i al grup de la melanterita. La retgersita, que cristal·litza en el sistema tetragonal, té moltes similituds amb les espècies del grup de l'hexahidrita.
El grup està format per aquestes sis espècies:
| Espècie           | Fórmula    |
| ----------------- | ---------- |
| Bianchita         | ZnSO₄·6H₂O |
| Chvaleticeïta     | MnSO₄·6H₂O |
| Ferrohexahidrita  | FeSO₄·6H₂O |
| Hexahidrita       | MgSO₄·6H₂O |
| Moorhouseïta      | CoSO₄·6H₂O |
| Niquelhexahidrita | NiSO₄·6H₂O |

## Formació i jaciments
Els minerals del grup de l'hexahidrita es troben repartits per tot el planeta. Es comptabilitzen gairebé uns quatre-cents jaciments a on es poden trobar alguna de les espècies d'aquest grup. Als territoris de parla catalana s'hi pot trobar una de les espècies, la ferrohexahidrita, concretament a Santa Creu d'Olorda, a la província de Barcelona.